# Michael Cremo
Michael A. Cremo (ur. 15 lipca 1948 roku w Schenectady w stanie Nowy Jork) – amerykański pisarz, reprezentant paranauki specjalizujący się w dziedzinie historii nauki. Od 1977 roku redaktor Bhaktivedanta Book Trust. Sam określa się jako „wedyjski kreacjonista”.
Autor nieznajdującej oparcia w badaniach naukowych teorii, głoszącej jakoby człowiek rozumny żył na Ziemi od miliardów lat, czego dowodami mają być niektóre trudne do wyjaśnienia, ale udokumentowane w wielu przypadkach przez obecną naukę znaleziska archeologiczne. Teoria ta jest przez współczesnych specjalistów krytykowana i uznawana za nienaukową.

## Młodość i wykształcenie
Ojciec Michaela Cremo, Salvatore, był oficerem wojskowym. Michael Cremo chodził do szkoły średniej w Niemczech i spędzał wakacje podróżując po Europie. Studiował na George Washington University w latach 1966–1968, a następnie służył w United States Navy.

## Poglądy religijne
Cremo jest członkiem Międzynarodowego Towarzystwa Świadomości Kryszny oraz Bhaktivedanta Institute. Pod pseudonimem Drutakarma Dasa napisał wiele książek i artykułów o duchowości hinduskiej. Współpracował też z czasopismem Back to Godhead oraz nauczał bhaktijogi. W 1970 Cremo powiedział w wywiadzie dla Contemporary Authors, że postanowił poświęcić swoje życie Krysznie, po otrzymaniu egzemplarza Bhagawadgity na koncercie Grateful Dead.

## Działalność w ostatnich latach
Michael Cremo zorganizował kilka konferencji, na których przedstawiciele Krysznologii wymieniali poglądy z naukowcami związanymi z Międzynarodowym Towarzystwem Świadomości Kryszny (ISKCON). W marcu 2009 Cremo wystąpił w programie Ancient Aliens na kanale History Channel.

## Publikacje
- Zakazana Archeologia. Ukryta Historia Człowieka (Forbidden Archeology. The Hidden History of the Human Race) (1993), współautor: Richard L. Thompson, wyd. polskie: 1998, B5, miękka okładka, 340 stron; oraz wyd. Patra 2004, format B5, miękka okładka, 339 stron, ISBN 83-918516-3-X.
- Divine Nature: A Spiritual Perspective on the Environmental Crisis (1995)
- Dewolucja człowieka: Wedyjska alternatywa dla teorii Darwina (Human Devolution. A Vedic Alternative to Darwin's Theory) (2003), wyd. polskie: Purana 2004, format B5, 608 stron, ISBN 83-918516-6-4.